# Suuri-Piilonen
Suuri-Piilonen är en sjö i kommunen Lieksa i landskapet Norra Karelen i Finland. Den är 5,7 meter djup. Arean är 49 hektar och strandlinjen är 3,49 kilometer lång. Sjön  ingår i Vuoksens huvudavrinningsområde.   Den ligger omkring 100 kilometer norr om Joensuu och omkring 460 kilometer nordöst om Helsingfors. 